# Habrotrocha megalocephala
Habrotrocha megalocephala är en hjuldjursart som beskrevs av De Koning 1947. Habrotrocha megalocephala ingår i släktet Habrotrocha och familjen Habrotrochidae. Inga underarter finns listade i Catalogue of Life.